# Leiella zonalis
Leiella zonalis är en tvåvingeart som beskrevs av Edwards 1931. Leiella zonalis ingår i släktet Leiella och familjen svampmyggor. Inga underarter finns listade i Catalogue of Life.